# Platja de Carranques
La Platja de Carranques, al costat de la platja de Huelgues i La Isla, és una de les tres platges de la parròquia de Perlora, concejo de Carreño, Principat d'Astúries.
Forma part de la Costa Central asturiana, la qual es caracteritza per ser dels pocs trams costaners d'Astúries que no té protecció mediambiental, malgrat que moltes d'elles compten amb una curiosa vegetació a la mateixa platja; de fet, aquesta platja està situada en un entorn paisatgístic de gran interès per la presència d'amb cales, coves i la seva abundant vegetació.

## Descripció
Igual que la petita i propera platja de La Isla, presenta forma de petxina. Posseeix un passeig marítim totalment urbanitzat que partint de la Platja de Candás, arriba fins a la de Xivares, passant entre altres per les de Huelgues, i Tranqueru ; pot considerar-se un passeig de fàcil realització a peu.
Pot accedir-se a la platja mitjançant una escala situada després de la zona d'aparcament que se situa prop d'un càmping.
Quant als serveis amb els quals compta, podem destacar la presència de lavabos, dutxes, papereres, servei de neteja, oficina de turisme, telèfon, senyalització de perill, zona infantil i esportiva, i en temporada estival amb equip de salvament.